# Woudkrabspin
De woudkrabspin (Xysticus luctuosus) is een spinnensoort uit de familie van de krabspinnen (Thomisidae).
De wetenschappelijke naam van de soort werd in 1836 als Thomisus luctuosus gepubliceerd door John Blackwall.